# Phoradendron apurense
Phoradendron apurense är en sandelträdsväxtart som beskrevs av C.T. Rizzini. Phoradendron apurense ingår i släktet Phoradendron och familjen sandelträdsväxter. Inga underarter finns listade i Catalogue of Life.